# Виен (графство)
Вижте пояснителната страница за други значения на Виен.
Графство Виен (на френски: Comté de Vienne) със столица Виен на река Рона обхваща през X век голяма част от територията между Лион и Алпите. През 1030 г. то е дадено на архиепископа на Виен, който го разделя на две: Албон на юг (по-късният Дофине) и Мориен на север (по-късната Савоя). Графство Албон е дадено на граф Гиг I Стари, а Мориен отива при 1-вия граф на Савоя Хумберт I Савойски, нар. Белоръки (Albimanus/Biancamano).
Графството Виен се намира от 1085 до 1240 г. в ръцете на графовете на Макон, докато последният член на рода – графиня Аликс, продава Виен и Макон.

## Графове на Виен

### Първите графове на Виен
- Герхард II (* 800, † 878/879, Жерар II), граф на Париж, граф (dux) на Виен (Матфриди) ∞ 819 Берта от Тур, (* 805, † сл. 870), дъщеря на граф Хуго (Етихониди)
  - Ангилбото († пр. 883), 870 вицеграф на Виен, родоначалник на Дом Ла Тур дьо Пен
- Бозон († 887) граф на Виен, херцог на Италия, крал на Долна Бургундия (Бувиниди)
  - Ерлулф († сл. 883), син на Ангилбото, вицеграф на Виен, 871 – 875 missus на крал Бозон
- Хуго († 947) граф на Арл и Виен, 924 крал на Италия
- Одо, 928 – 931 граф на Виен
- Карл Константин († сл. януари 962), внук на Бозон, от 926 граф на Виен
  - Берлион, наследник на Ерлулф, 994/1032 vicomte de Vienne, 1003 seigneur de La Tour

1023-1085 (намаленото) графство e на архиепископа на Виен

### Иврейска династия
- 1085-1102: Стефан I Храбри (Etienne Tête Hardie) († 1102), граф на Макон и Виен, втори син на Вилхелм I ∞ Beatrix от Горна Лотарингия
- 1102-1157: Вилхелм III († 1157), граф на Макон, Auxonne и Vienne, негов син ∞ Poncette de Traves
- 1157-1184: Гералд I (* 1142 † 1184), граф на Макон и Виен, негов син, ∞ Юдит от Горна Лотарингия
- 1184-1224: Вилхелм IV († 1224), граф на Mâcon, Auxonne и Виен, негов син, ∞ I Poncia de Beaujeu, ∞ II Шоластика, дъщеря на Хайнрих I граф на Шампан
- 1224-1224: Гералд II († 1224), граф на Макон и Виен, син на Вилхелм IV и Шоластика ∞ Аликс Guigonne, дъщеря на Guigues III от Форез
- 1224-1239: Аликс († 1260), графиня na Макон и Виен, нейна дъщеря ∞ Johann от Dreux († 1239)

След смъртта на нейния съпруг Аликс продава 1239 Макон на френската корона, Виен 1240 на нейната леля Беатрикс
- Хуго от Pagny, син на Беатрикс, господар на Pymont и St. George, продава Виен 1250 на архиепископа на Виен; но той и наследниците му се наричат графове на Виен
- Вилхелм, граф на Виен, господар на St. George, ∞ Alice de Chalon-Arlai, дъщеря на Johann I княз на Оранж 1393 – 1418, и на Мари, княгиня на Orange 1393 – 1417
- Маргарете, тяхна дъщеря, ∞ Рудолф V от Церинген, маркграф на Хахберг